# Joey Lye
Joanne „Joey“ Lye (* 4. Mai 1987 in Toronto, Ontario) ist eine kanadische Softballspielerin.

## Leben
Lye nahm an den Panamerikanischen Spielen 2011 in Guadalajara, 2015 in Toronto und 2019 in Lima teil. In Guadalajara gewann sie mit der kanadischen Frauenmannschaft die Silbermedaille und ebenso 2019 in Lima. 2021 gewann Lye mit der Nationalmannschaft die Bronzemedaille bei den Olympischen Spielen 2020 in Tokio. Lye outete sich als homosexuell.